# Sörényes petymeg
A sörényes petymeg (Genetta felina) az emlősök (Mammalia) osztályába, a ragadozók (Carnivora) rendjébe, a cibetmacskafélék (Viverridae) családjába és a petymegek (Genetta) nemébe tartozó faj.
Korábban az északi vagy más néven közönséges petymeg (Genetta genetta) alfajának vélték, de 2005-ben morfológiai okok miatt önálló fajjá nyilvánították.

## Megjelenése

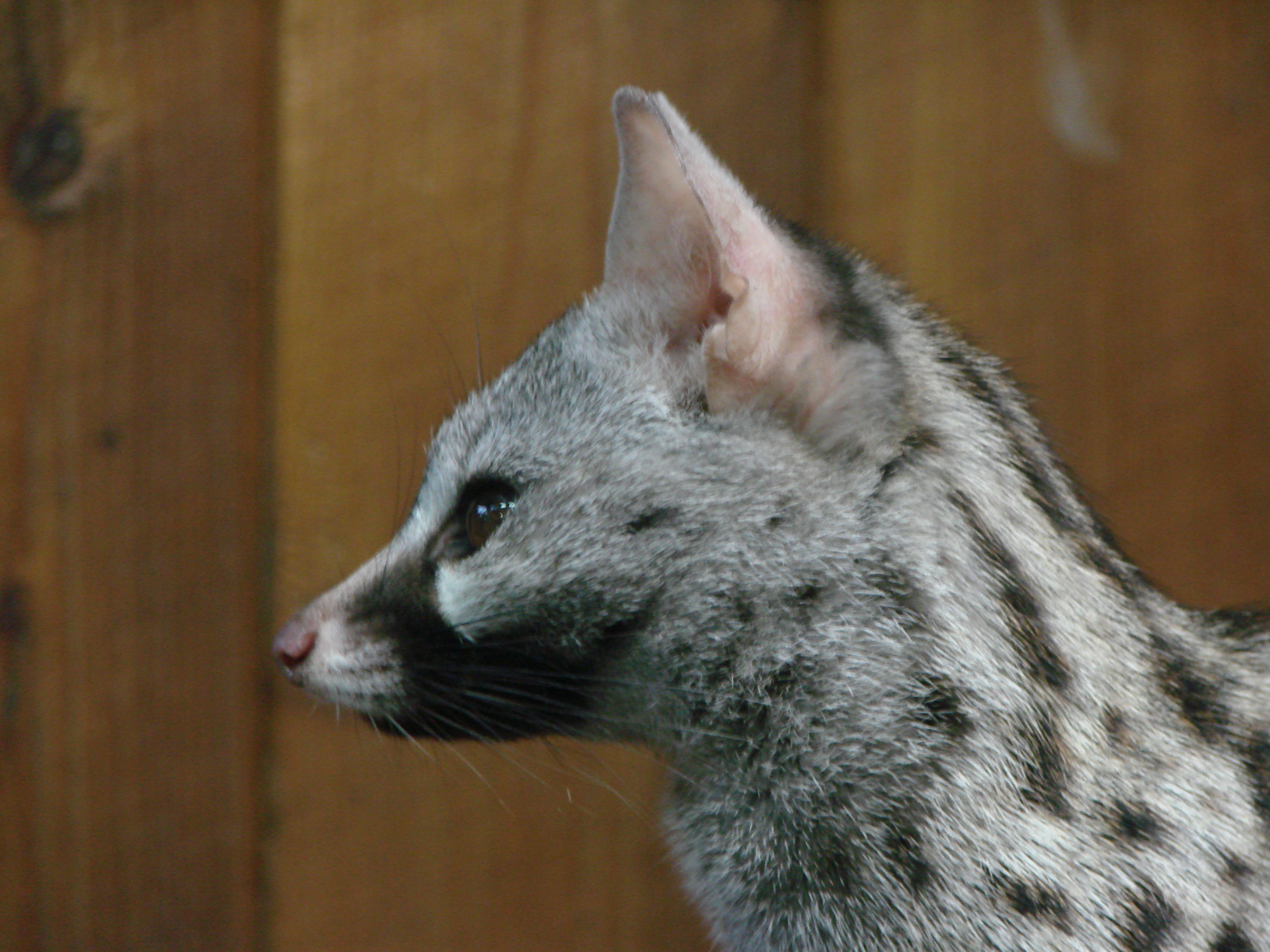
Portréja

A sörényes petymeg a közepes termetű petymegek közé tartozik, fej-törzs hossza 47,5- 56,5 centimétertől (hím) 43-55 centiméterig (nőstény) terjed, farka 41-49,5 cm (hím) vagy 41–47 cm hosszú lehet. Súlya 1,5-2,4 kg (hím) vagy 1,4–2 kg (nőstény) között változik. Szőrzetének alapszíne fehéresszürke, hasán fehéres, sárgásszürke vagy szürke színű. Háta közepén a petymegekre jellemző sáv, a nyakán pedig szabályos csíkozás található; sörénye veszély esetén felmereszthető. Arca és pofája sötét, a szemei körül fehér foltok láthatók. Farkán 8-10 világos gyűrű váltakozik fekete gyűrűkkel. Teste, elülső és hátsó lábai foltosak; mellső lábai hátsó része és mancsai sötét színűek. 

## Élőhelye, életmódja
A sörényes petymeg erdős szavannákon, sztyeppéken, bozótokban, száraz területeken és sivatagok határán él. A legtöbb petymeghez hasonlóan éjszaka aktív, magányos életmódú. Tápláléka kisebb gerincesekből (többek között madarakból, kétéltűekből, rágcsálókból, cickányokból), rovarokból és pókszabásúakból, bogyókból és levelekből áll, de a dögöt is elfogyasztja. Zsákmányai közé tartoznak a Rhabdomys- és Otomys-fajok, az afrikai törpeegér (Mus minutoides), a bogarak és az egyenesszárnyúak. Szaporodása kevésbé ismert; az újszülött kölykök súlya körülbelül 70 gramm, vemhes nőstényeket szeptemberben és októberben figyeltek meg.

## Rendszertani helyzete
A sörényes petymeget tudományosan először a svéd természettudós Carl Peter Thunberg írta le 1811-ben. Sokáig a közönséges petymeg alfajaként volt számontartva, 2005 óta azonban külön fajnak számít.

## Fordítás
Ez a szócikk részben vagy egészben  a   Südliche Kleinfleck-Ginsterkatze című német Wikipédia-szócikk ezen változatának fordításán alapul.  Az eredeti cikk szerkesztőit annak laptörténete sorolja fel. Ez a jelzés csupán a megfogalmazás eredetét és a szerzői jogokat jelzi, nem szolgál a cikkben szereplő információk forrásmegjelöléseként.